# Chiesa di Sant'Antonio (Ronzone)
La chiesa di Sant'Antonio è una chiesa cattolica situata a Ronzone, in provincia di Trento; è sussidiaria della parrocchiale dell'Immacolata di Ronzone e fa parte dell'arcidiocesi di Trento. 

## Storia

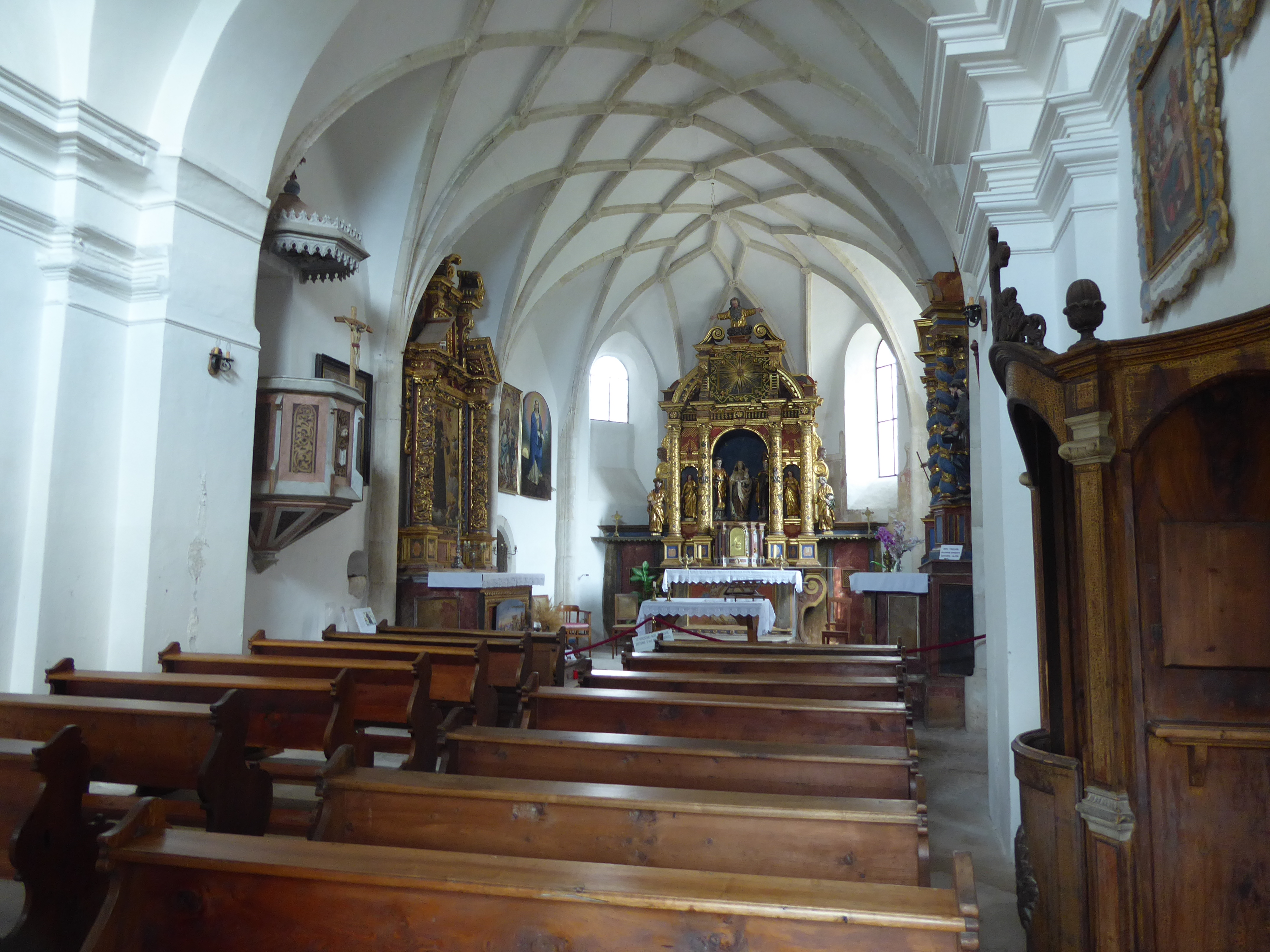
Interno

La prima citazione documentale della chiesa, dedicata all'epoca a santa Maria ed espositura della pieve di Sarnonico, risale al 1363 ed è riportata nel Codice clesiano; l'edificio è però ben precedente, costruito probabilmente tra la fine del Duecento e l'inizio del Trecento. Da atti visitali del 1535, anno in cui la chiesa risultava invece intitolata a san Zenone, si evince che essa era stata da poco ricostruita. Da altri documenti del 1695 risulta quindi un altro cambio d'intitolazione, stavolta in favore dell'Immacolata; e poi ancora, a seguito d'imprecisati lavori di ampliamento terminati nel 1715, il luogo di culto venne ridedicato a sant'Antonio di Padova.
A dispetto dei lavori da poco conclusi, tra il 1729 e il 1742 l'edificio venne sostanzialmente ricostruito, giungendo a quelle che sono le forme attuali; nel 1891, a seguito di un incendio che danneggiò in particolare il campanile, si rese necessario un restauro al termine del quale la chiesa riprese nuovamente l'intitolazione all'Immacolata. Questa venne mantenuta fino al 1951, anno in cui venne costruita, al centro del paese, la nuova chiesa parrocchiale su progetto di Efrem Ferrari: quest'ultima ereditò quindi l'intitolazione all'Immacolata, mentre la chiesa più vecchia, ridotta a sussidiaria, riprese la precedente dedicazione a sant'Antonio.
Un restauro venne operato nel 1986, che interessò in particolare gli altari e che riportò alla luce frammenti di affreschi Cinquecenteschi, e un altro nel 2001, che riguardò invece il campanile.

## Descrizione

### Esterno

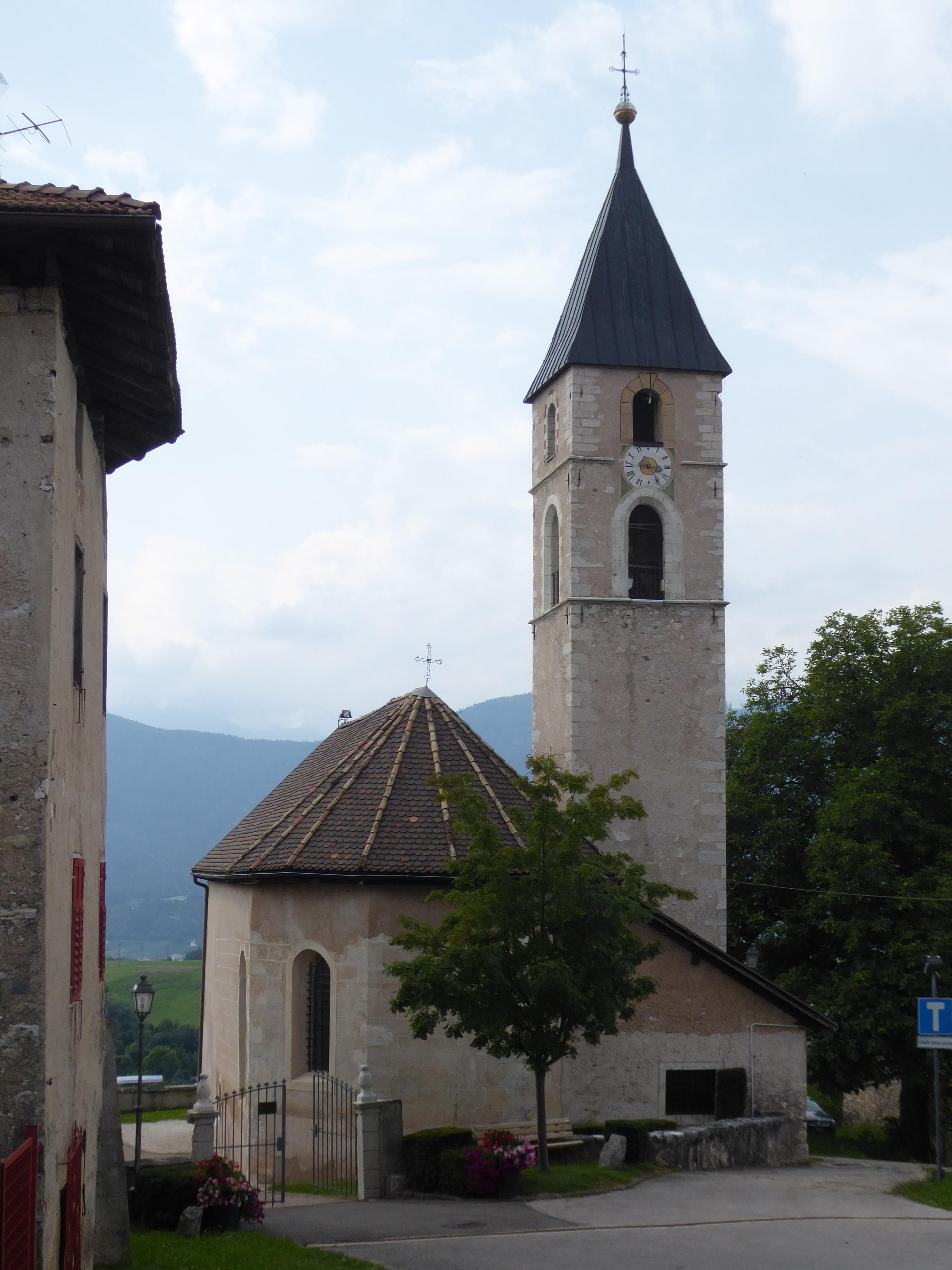
Vista del retro

La chiesa si presenta con una facciata a capanna, aperta dal portale d'ingresso, affiancato su entrambi i lati da finestrelle rettangolari, da una finestra a lunetta al centro e, più in alto, da una piccola monofora; il portale è a sesto acuto, con piedritti strombati lapidei. Sulla fiancata destra vi sono un piccolo portalino d'ingresso laterale, ad arco a tutto sesto, e una grande monofora a sesto acuto in corrispondenza del presbiterio, mentre la fiancata sinistra è cieca e vi sono addossati il campanile e la sagrestia. Sul retro l'edificio si conclude con un'abside poligonale, illuminato da due finestre sui lati obliqui, una a tutto sesto e l'altra a sesto acuto.
La torre campanaria è base quadrata, e dotata di due ingressi sul fianco occidentale; due cornicioni delimitano la cella campanaria, aperta su ogni lato da monofore a sesto acuto; sopra di essa vi è un altro ordine di monofore, stavolta a tutto sesto, e quindi la cuspide piramidale, realizzata in scandole di legno e sormontata da sfera e croce apicale. Tra le due file di monofore, sul lato est, è posizionato un orologio.

### Interno
L'interno, pavimentato con battuto di calce, è a navata unica, suddivisa in due campate da un arco a tutto sesto; la copertura è realizzata con volta a crociera nella prima campata, e con volta reticolata nella seconda, che si estende senza interrompersi sopra al presbiterio e all'abside e poggia su semicolonne addossate alle pareti; le nervature fanno capo a chiavi tonde decorate da vari simboli, fra cui i monogrammi di Gesù e Maria, stelle, rose e croci. L'accesso alla sagrestia si trova nel presbiterio, sul lato sinistro.
La chiesa è dotata di tre altari in legno intagliato e dorato; il maggiore ha due colonne ricoperte di tralci, foglie d'acanto e putti, ed è decorato da statuine di santi e angeli e, nel timpano, del Padreterno benedicente e della colomba raggiata: nella nicchia centrale ospita una Madonna con Bambino in legno. L'altare laterale sinistro, simile al maggiore, conserva una pala raffigurante l'Annunciazione e sant'Antonio di Padova col Bambin Gesù, mentre la pala di quello destro, barocco, rappresenta san Giacomo il Minore. Nella chiesa si trovano altresì le stazioni di una via Crucis attribuita a Mattia Lampi.